# Štimlje
Štimlje (se citește Știmlie) (albaneză Shtime; sârbă Štimlje sau Штимље) este un oraș și municipiu în districtul Uroševac, în sudul provinciei Kosovo.

## Geografie și populație
Municipiul acoperă 134 km² din teren, și deține o populație de 23,000 de locuitori.

## Demografie
| Ethnic Composition, Including IDPs                     |          |       |       |      |        |      |      |      |        |
| Populație/An                                           | Albanezi | %     | Sârbi | %    | Așcali | %    | Romi | %    | Total  |
| Ianuarie 1998                                          | 29,000   | 94.31 | 950   | 3.09 | 700    | 2.28 | 100  | 0.32 | 30,750 |
| Estimări curente.                                      | 28,247   | 97.41 | 0     | 0.00 | 697    | 2.40 | 41   | 0.14 | 28,999 |
| Ref: OSCE Arhivat în 6 iunie 2011, la Wayback Machine. |          |       |       |      |        |      |      |      |        |